# Tiền Phong, Quảng An
Tiền Phong (tiếng Trung: 前锋; bính âm: Qiánfēng) là một khu (quận) của thành phố Quảng An, tỉnh Tứ Xuyên, Trung Quốc. Khu Tiền Phong được thành lập vào ngày 22 tháng 2 năm 2013 trên cơ sở chia tách 1 nhai đạo, 7 trấn và 5 hương từ khu Quảng An. Chính quyền khu đặt tại trấn Tiền Phong. Khu Quảng An nằm ở trung đoạn của Hoa Oánh sơn (华蓥山), là cửa ngõ phía đông của Quảng An.
Nhai đạo
- Khuê Các (奎阁街道)

Trấn
- Tiền Phong (前锋镇)
- Đại Thị (代市镇)
- Quan Đường (观塘镇)
- Hộ An (护安镇)
- Quảng Hưng (广兴镇)
- Quan Các (观阁镇)
- Quế Hưng (桂兴镇)

Hương
- Quang Huy (光辉乡)
- Long Than (龙滩乡)
- Tiểu Tỉnh (小井乡)
- Tân Kiều (新桥乡)
- Hổ Thành (虎城乡)